# Бодров Володимир Васильович
Володи́мир Васи́льович Бодро́в (1 квітня 1958, Хімки, Московська область, РРФСР, СРСР) — радянський і російський футболіст і тренер, півзахисник. Чемпіон світу серед молоді (1977).

## Клубна кар'єра
Вихованець футбольної школи московського «Динамо». За основний склад біло-блакитних не провів жодної офіційної гри. У 1980 році перейшов у тверську «Волгу», надалі грав за рибинський «Сатурн», ярославський «Шинник», московський «Локомотив», знову «Шинник» і знову «Волгу». У 1992—1993 роках грав за чеську «Вагонку», а завершував кар'єру як тренер в «Автомобілісті» з Ногінська.
Усього за кар'єру зіграв близько 500 офіційних матчів, у тому числі 312 у першій лізі СРСР.

## Виступи за збірну
У 1977 році брав участь у фінальному турнірі чемпіонату світу серед молоді у складі збірної СРСР та став його переможцем. На цьому турнірі він зіграв 2 матчі.

## Кар'єра тренера
Крім «Автомобіліста», Бодров тренував клуб вищої ліги Латвії «Дінабург», дубль московського «Спартака» та ФК «Зеленоград», а також дитячі команди московських клубів «Динамо» та «Спартака».
З листопада 2008 року по 22 червня 2018 року — головний тренер Академії «Спартак» з футболу ім. Ф. Ф. Черенкова. За 10 років під керівництвом Володимира Бодрова Академія неодноразово вигравала зимову та літню першість Москви, ставала володарем Кубка столиці, здобувала звання чемпіона Росії в різних вікових категоріях та посідала призові місця на престижних міжнародних турнірах. З 2019 — старший (головний) тренер у ФШМ.